# Драгомир Васовић
Драгомир Васовић рођен као Васиљевић (Врховине, код Уба, 17. октобар 1871 — Уб, 21. март 1936), земљорадник, угоститељ (механџија) и учесник оба Балканска рата, као и Првог светског рата. Носилац је Златног војничког ордена Карађорђеве звезде са мачевима, Албанске споменице, те бројних других српских, француских и других одликовања.

## Биографија
Драгомир је рођен 17. октобар 1871. у селу Врховине, код Уба. Као дечак, потом младић, био је пољопривредник, потом конобар и угоститељ (механџија). Његов отац Јован, такође земљорадник, умро је 1897, а мајка Пеладија, домаћица, 1923. године. Драгомир је основну школу учио и завршио у суседном селу Степању, односно Бајевцу. Пошто није имао услова да настави даље школовање после завршена три разреда остао је на селу и бавио се пољопривредом. Редован војни рок служио је у IV чети III батаљона IV пешадијског пука „Стеван Немања”, која је тада била стационирана у Пожеги. На одслужењу војног рока остао је од 1893. до 1895. године. По његовом завршетку враћа се у родне Врховине и наставља да обрађује имање, гаји стоку, сади и подиже воће.

### Ратна каријера
Као резервни пешадијски наредник учествовао је у свим ослободилачким ратовима од 1912. до 1918. године и важио за једног од најхрабријих војника IV чете III батаљона II пешадијског пука III позива. Извео је више херојских подухвата и обавио неколико веома запажених извиђања преко реке Саве, после којих једоносио драгоцене податке о непријатељским положајима, њиховом бројном стању и расположењу. Учествовао је у више борби и других акација које је водила његова јединица. Посебно се истакао у борбама на положају Степојевац код Лазаревца, октобра 1914. године, после чега је одликован Златним војничким орденом Карађорђеве звезде са мачевима. О томе је објављен указ ФАО 11 123, од 15. јануара 1915. године. На положају Космај, новембра 1914. године, био је теже рањен у леву руку. Ипак повлачио се са српском војском преко Косова и Албаније и учествовао у борбама на Солунском фронту увек показујући запажену храброст и сналажљивост. Захваљујући томе добио је једно француско одликовање, Албанску споменицу и друге споменице за учешће у ратовима од 1912. до 1918. године.

### Живот након рата
По окончању ратова вратио се кући. Видевши да се са оно мало посне земље не може обезбедити пристојна егзистенција себи и члановима своје породице, напушта Врховине и настањује се у Убу. Прво ради као конобар код тамошњих кафеџија, а касније отвара и своју сопствену кафану (механу). Без сумње то му је помогло да лакше и боље живи мада ни након тога није био богат човек. У браку са Радојком Обрадовић (1884-1950) имао је шесторо деце, а позната су имена његова четири сина: Богољуб, Властимир, Светомир и Владан.
Драгомир је умро 21. марта 1936. године у Убу.

### Очевим стопама
Почетком Другог светског рата, сва четири његова сина били су активни учесници или сарадници Народноослободилачког покрета (НОП) у Тамнави. Најстаријег, Богољуба Немци су стрељали у акцији одмазде у Гуњевцу крај Уба 31. октобра 1941. године. Светомир, звани Света (1905—1985) био је члан првог Народноослободилачког одбора на Убу. И најмлађи Владан је, у јесен 1941. године, био борац Тамнавског батаљона Ваљевског односно Посавског партизанског одреда. Почетком 1942. године је заробљен и преко Немачке интерниран у Норвешку, одакле је пребегао у Шведску, где је живео и након Другог светског рата.